# Sainte-Pexine
Sainte-Pexine è un comune francese di 240 abitanti situato nel dipartimento della Vandea nella regione dei Paesi della Loira.

## Società

### Evoluzione demografica
Abitanti censiti